# Jack Mercer
Pour les articles homonymes, voir Jack Mercer (homonymie).
Jack Mercer est un acteur et scénariste américain né le 31 janvier 1910 décédé le 7 décembre 1984.

## Filmographie

### comme acteur
- 1933 : Betty Boop's Penthouse (voix)
- 1935 : The 'Hyp-Nut-Tist' : Popeye (voix)
- 1935 : For Better or Worser : Popeye (voix)
- 1935 : King of the Mardi Gras : Popeye (voix)
- 1935 : Adventures of Popeye : Popeye (voix)
- 1935 : The Spinach Overture : Popeye (voix)
- 1936 : Vim, Vigor and Vitaliky : Popeye (voix)
- 1936 : A Clean Shaven Man : Popeye (voix)
- 1936 : Brotherly Love : Popeye (voix)
- 1936 : I-Ski Love-Ski You-Ski : Popeye (voix)
- 1936 : Bridge Ahoy! : Popeye (voix)
- 1936 : What -- No Spinach? : Popeye (voix)
- 1936 : The Cobweb Hotel : Spider (voix)
- 1936 : I Wanna Be a Life Guard : Popeye (voix)
- 1936 : You're Not Built That Way : Butcher (voix)
- 1936 : Let's Get Movin' : Popeye (voix)
- 1936 : Never Kick a Woman : Popeye (voix)
- 1936 : Popeye the Sailor with Little Swee' Pea : Popeye (voix)
- 1936 : Hold the Wire : Popeye (voix)
- 1936 : The Spinach Roadster : Popeye (voix)
- 1936 : Popeye the Sailor Meets Sindbad the Sailor : Popeye (voix)
- 1936 : I'm in the Army Now : Popeye (voix)
- 1937 : The Paneless Window Washer : Popeye (voix)
- 1937 : Organ Grinder's Swing : Popeye (voix)
- 1937 : My Artistical Temperature : Popeye (voix)
- 1937 : Hospitaliky : Popeye (voix)
- 1937 : The Twisker Pitcher : Popeye (voix)
- 1937 : Morning, Noon and Night Club (voix)
- 1937 : The Impractical Joker : Irving (voix)
- 1937 : Lost and Foundry : Popeye (voix)
- 1937 : I Never Changes My Altitude : Popeye (voix)
- 1937 : The Candid Candidate : Constituents (voix)
- 1937 : I Likes Babies and Infinks : Popeye (voix)
- 1937 : The Football Toucher Downer : Popeye (voix)
- 1937 : Protek the Weakerist : Popeye (voix)
- 1937 : Popeye the Sailor Meets Ali Baba's Forty Thieves : Popeye (voix)
- 1937 : Fowl Play (en) (voix)
- 1938 : Let's Celebrake : Popeye (voix)
- 1938 : Learn Polikeness : Popeye (voix)
- 1938 : The House Builder-Upper : Popeye (voix)
- 1938 : Big Chief Ugh-Amugh-Ugh : Popeye (voix)
- 1938 : I Yam Lovesick : Popeye (voix)
- 1938 : Plumbing Is a 'Pipe' : Popeye (voix)
- 1938 : The Jeep : Popeye (voix)
- 1938 : Bulldozing the Bull : Popeye (voix)
- 1938 : All's Fair at the Fair : Elmer (voix)
- 1938 : Mutiny Ain't Nice : Popeye (voix)
- 1938 : Goonland : Popeye (voix)
- 1938 : A Date to Skate : Popeye (voix)
- 1938 : Cops Is Always Right : Popeye (voix)
- 1939 : Customers Wanted : Popeye (voix)
- 1939 : Aladdin and His Wonderful Lamp : Popeye (voix)
- 1939 : Leave Well Enough Alone : Popeye (voix)
- 1939 : Wotta Nitemare : Popeye (voix)
- 1939 : Ghosks Is the Bunk : Popeye (voix)
- 1939 : Hello How Am I (voix)
- 1939 : It's the Natural Thing to Do : Popeye (voix)
- 1939 : Never Sock a Baby : Popeye (voix)
- 1939 : Les Voyages de Gulliver (Gulliver's Travels) : King Little (voix)
- 1940 : Shakespearian Spinach
- 1940 : La Merveilleuse aventure de Pinocchio (Pinocchio) : Carnival Barker (voix)
- 1940 : Females Is Fickle (voix)
- 1940 : Stealin' Ain't Honest : Popeye (voix)
- 1940 : Me Feelins Is Hurt : Popeye (voix)
- 1940 : Onion Pacific (voix)
- 1940 : Wimmen Is a Myskery : Popeye (voix)
- 1940 : Nurse-Mates : Popeye (voix)
- 1940 : Fightin Pals (voix)
- 1940 : Snubbed by a Snob (voix)
- 1940 : Doing Impossikible Stunts : Popeye / Director (voix)
- 1940 : Wimmin Hadn't Oughta Drive : Popeye (voix)
- 1940 : Puttin on the Act : Popeye (voix)
- 1940 : Popeye Meets William Tell (voix)
- 1940 : My Pop, My Pop : Popeye, Pappy (voix)
- 1940 : King for a Day : The Little King (voix)
- 1940 : Poopdeck Pappy (voix)
- 1940 : Popeye Presents Eugene, the Jeep : Popeye (voix)
- 1941 : Problem Pappy : Popeye (voix)
- 1941 : Quiet! Pleeze : Popeye (voix)
- 1941 : Olive's $weep$take Ticket : Popeye (voix)
- 1941 : Flies Ain't Human : Popeye (voix)
- 1941 : Swing Cleaning : King Little, Castle Workers (voix)
- 1941 : Popeye Meets Rip Van Winkle (voix)
- 1941 : Olive's Boithday Presink (voix)
- 1941 : Child Psykolojiky : Popeye (voix)
- 1941 : Pest Pilot (voix)
- 1941 : I'll Never Crow Again (voix)
- 1941 : Le Scientifique fou (Superman: The Mad Scientist) (voix)
- 1941 : The Mighty Navy : Popeye (voix)
- 1941 : Douce et Criquet s'aimaient d'amour tendre (Mr. Bug Goes to Town) : Mr. Bumble and Swat the Fly (voix)
- 1941 : Nix on Hypnotricks (voix)
- 1942 : Kickin' the Conga Round : Popeye (voix)
- 1942 : Blunder Below : Popeye (voix)
- 1942 : Fleets of Stren'th : Popeye (voix)
- 1942 : Pip-eye, Pup-eye, Poop-eye an' Peep-eye : Popeye (voix)
- 1942 : Olive Oyl and Water Don't Mix : Popeye (voix)
- 1942 : Many Tanks : Popeye (voix)
- 1942 : Baby Wants a Bottleship : Popeye (voix)
- 1942 : You're a Sap, Mr. Jap : Popeye (voix)
- 1942 : Terror on the Midway : Sideshow barker (voix)
- 1942 : Alona on the Sarong Seas (voix)
- 1942 : Japoteurs : Press Tour Guide (voix)
- 1942 : A Hull of a Mess : Popeye (voix)
- 1942 : Showdown : Office boy / Phony Superman (voix)
- 1942 : Eleventh Hour : Japanese guard / Japanese official / American reporter (voix)
- 1942 : Scrap the Japs : Popeye (voix)
- 1942 : Destruction Inc. : Radio newscaster / Louis (voix)
- 1942 : Me Musical Nephews : Popeye, Pip-eye, Pup-eye, Poop-eye and Peep-eye (voix)
- 1943 : Spinach Fer Britain : Popeye (voix)
- 1943 : Seein' Red, White 'n' Blue : Popeye (voix)
- 1943 : Too Weak to Work : Popeye (voix)
- 1943 : Jungle Drums : Lt. Fleming, first pilot (voix)
- 1943 : A Jolly Good Furlough : Popeye (voix)
- 1943 : Ration Fer the Duration (voix)
- 1943 : The Hungry Goat : Popeye / Admiral / Little Kid (voix)
- 1943 : Happy Birthdaze : Popeye, Sailors, Shorty, Downstairs Neighbor (voices)
- 1943 : Secret Agent : Perry White / Nazi Saboteurs (voix)
- 1943 : Wood-Peckin' (voix)
- 1943 : Cartoons Ain't Human (voix)
- 1943 : Her Honor the Mare : Popeye (voix)
- 1943 : The Marry-Go-Round : Popeye, Shorty (voix)
- 1944 : W'ere on Our Way to Rio : Popeye (voix)
- 1944 : The Anvil Chorus Girl : Popeye (voix)
- 1944 : Spinach Packin' Popeye : Popeye (voix)
- 1944 : Puppet Love : Popeye (voix)
- 1944 : Pitchin' Woo at the Zoo : Popeye (voix)
- 1944 : Moving Aweigh (voix)
- 1944 : She-Sick Sailors : Popeye (voix)
- 1945 : Pop-Pie a la Mode : Popeye (voix)
- 1945 : Tops in the Big Top : Popeye (voix)
- 1945 : A Self-Made Mongrel : Dogface's Master (voix)
- 1945 : Mess Production : Popeye (voix)
- 1946 : Peep in the Deep : Popeye (voix)
- 1946 : Rocket to Mars : Popeye (voix)
- 1946 : Rodeo Romeo : Popeye (voix)
- 1947 : The Fistic Mystic : Popeye (voix)
- 1947 : The Island Fling : Popeye (voix)
- 1947 : Abusement Park : Popeye (voix)
- 1947 : I'll Be Skiing Ya : Popeye (voix)
- 1947 : The Royal Four-Flusher : Popeye (voix)
- 1947 : Popeye and the Pirates : Popeye (voix)
- 1947 : Wotta Knight : Popeye (voix)
- 1947 : Safari So Good : Popeye (voix)
- 1947 : All's Fair at the Fair : Popeye (voix)
- 1948 : Olive Oyl for President : Popeye (voix)
- 1948 : Wigwam Whoopee : Popeye (voix)
- 1948 : Winter Draws On : Jailbird, Little Chick (voix)
- 1948 : Pre-Hysterical Man (voix)
- 1948 : Land of the Lost : Various 'Knives of the Round Table' (voix)
- 1948 : Popeye Meets Hercules (voix)
- 1948 : A Wolf in Sheik's Clothing : Popeye (voix)
- 1948 : Spinach vs Hamburgers : Popeye (voix)
- 1948 : Snow Place Like Home : Popeye (voix)
- 1948 : Robin Hood-Winked : Popeye (voix)
- 1948 : Symphony in Spinach : Popeye (voix)
- 1949 : Popeye's Premiere : Popeye (voix)
- 1949 : Lumberjack and Jill : Popeye (voix)
- 1949 : Hot Air Aces : Popeye (voix)
- 1949 : A Balmy Swami : Popeye (voix)
- 1949 : Tar with a Star : Popeye (voix)
- 1949 : Silly Hillbilly : Popeye (voix)
- 1949 : Barking Dogs Don't Fite : Popeye (voix)
- 1949 : The Fly's Last Flight : Popeye (voix)
- 1950 : How Green Is My Spinach : Popeye (voix)
- 1950 : Gym Jam : Popeye (voix)
- 1950 : Beach Peach (voix)
- 1950 : Jitterbug Jive : Popeye (voix)
- 1950 : Pleased to Eat You : Hunter, Zoo Dietitian (voix)
- 1950 : Popeye Makes a Movie : Popeye, Pipeye, Pupeye, Poopeye, Peepeye, Director (voix)
- 1950 : Baby Wants Spinach : Popeye (voix)
- 1950 : Quick on the Vigor : Popeye (voix)
- 1950 : Riot in Rhythm : Popeye (voix)
- 1950 : The Farmer and the Belle : Popeye (voix)
- 1951 : Vacation with Play : Popeye (voix)
- 1951 : Thrill of Fair : Popeye (voix)
- 1951 : Alpine for You : Popeye (voix)
- 1951 : Double-Cross-Country Race (voix)
- 1951 : Pilgrim Popeye : Popeye (voix)
- 1951 : Let's Stalk Spinach : Popeye (voix)
- 1951 : Punch and Judo (voix)
- 1952 : Popeye's Pappy : Popeye (voix)
- 1952 : Lunch with a Punch : Popeye (voix)
- 1952 : Swimmer Take All : Popeye (voix)
- 1952 : Friend or Phony : Popeye (voix)
- 1952 : Tots of Fun : Popeye (voix)
- 1952 : Popalong Popeye : Popeye (voix)
- 1952 : Shuteye Popeye : Popeye (voix)
- 1952 : Big Bad Sindbad : Popeye (voix)
- 1953 : Ancient Fistory : Popeye (voix)
- 1953 : Child Sockology : Popeye (voix)
- 1953 : Popeye's Mirthday : Popeye (voix)
- 1953 : Toreadorable : Popeye (voix)
- 1953 : Baby Wants a Battle : Popeye (voix)
- 1953 : Firemen's Brawl : Popeye (voix)
- 1953 : Popeye, the Ace of Space (voix)
- 1953 : Shaving Muggs : Popeye (voix)
- 1954 : Floor Flusher : Popeye (voix)
- 1954 : Penny Antics : Popeye (voix)
- 1954 : Popeye's 20th Anniversary : Popeye (voix)
- 1954 : Gift for Gag : Popeye (voix)
- 1954 : Taxi-Turvy : Popeye (voix)
- 1954 : Bride and Gloom : Popeye (voix)
- 1954 : Car-azy Drivers (voix)
- 1954 : Greek Mirthology : Popeye (voix)
- 1954 : Fright to the Finish : Popeye (voix)
- 1954 : Private Eye Popeye : Popeye (voix)
- 1954 : A Job for a Gob : Popeye (voix)
- 1954 : Gopher Spinach : Popeye (voix)
- 1955 : Cookin' with Gags : Popeye (voix)
- 1955 : Nurse to Meet Ya : Popeye (voix)
- 1955 : Beaus Will Be Beaus : Popeye (voix)
- 1955 : Mister and Mistletoe : Popeye (voix)
- 1955 : Cops Is Tops : (uncredited) (voix)
- 1956 : Hill-billing and Cooing : Popeye (voix)
- 1956 : Popeye for President : Popeye (voix)
- 1956 : Out to Punch : Popeye (voix)
- 1956 : Assault and Flattery : Popeye (voix)
- 1956 : Insect to Injury : Popeye (voix)
- 1956 : Popeye (série TV) : Popeye, Wimpy (voix)
- 1956 : Parlez Vous Woo : Popeye (voix)
- 1956 : I Don't Scare : Popeye (voix)
- 1956 : Hide and Peak : Train Station Announcer / Various Mice (voix)
- 1956 : A Haul in One : Popeye (voix)
- 1957 : Nearlyweds : Popeye (voix)
- 1957 : The Crystal Brawl : Popeye (voix)
- 1957 : Patriotic Popeye : Popeye (voix)
- 1957 : Spree Lunch : Popeye (voix)
- 1957 : Spooky Swabs : Popeye (voix)
- 1959 : Felineous Assault : Kitnip (voix)
- 1959 : Matty's Funday Funnies (série TV) : Additional Voices
- 1960 : Félix le chat ("Felix the Cat") (série TV) : Felix / Professor / Rock Bottom / Poindexter / Master Cylinder / Vavoom
- 1960 : Bouncing Benny : Various (voix)
- 1963 : The Mighty Hercules (série TV) : Various characters (voix)
- 1963 : The New Casper Cartoon Show (série TV) : Various voices
- 1963 : Boy Pest with Osh (TV) (voix)
- 1964 : Loot Pursuit (TV) (voix)
- 1964 : Missing Masters (TV) (voix)
- 1964 : Tired Gun (TV) (voix)
- 1964 : Monstrous Task (TV) (voix)
- 1965 : Let's Phase It (TV) (voix)
- 1965 : There Auto Be a Law (TV) (voix)
- 1965 : You Auto Be in Pictures (TV) (voix)
- 1965 : Crumb Bumming (TV) (voix)
- 1965 : From Wrecks to Riches (TV) (voix)
- 1965 : Gogh Van Gogh (TV) (voix)
- 1965 : Under Waterloo (TV) (voix)
- 1965 : Hobo Hootenanny (TV) (voix)
- 1965 : Goofy Dr. Goo Fee (TV) (voix)
- 1965 : Penny Ante (voix)
- 1965 : Fearless Fly Meets the Monsters (TV) (voix)
- 1965 : Muggy Doo or Die (TV) (voix)
- 1965 : The Pot Thickens (TV) (voix)
- 1965 : Boy Meets Ghoul (TV) (voix)
- 1965 : Trick or Treatment (TV) (voix)
- 1965 : Palace Malice (TV) (voix)
- 1965 : Fatty Karate (TV) (voix)
- 1965 : Invincible vs. Invisible (TV) (voix)
- 1965 : The Bomb's Rush (TV) (voix)
- 1965 : Monster Mutiny (TV) (voix)
- 1965 : Hector the Protector (TV) (voix)
- 1965 : Who Do Voodoo? (TV) (voix)
- 1965 : Ghoul School (TV) (voix)
- 1965 : Monsters for Hire (TV) (voix)
- 1965 : Zelda the Zombie (TV) (voix)
- 1965 : Medium Undone (TV) (voix)
- 1965 : Captain Fligh (TV) (voix)
- 1965 : Sly Fly (TV) (voix)
- 1965 : Goon Platoon (TV) (voix)
- 1965 : Horror-Baloo (TV) (voix)
- 1965 : House Fly Guest (TV) (voix)
- 1965 : Monstrous Escape (TV) (voix)
- 1965 : Fly Hijack (TV) (voix)
- 1965 : Si Si Fly (TV) (voix)
- 1965 : Camp Gitchy Gloomy (TV) (voix)
- 1965 : Kid Stuff (TV) (voix)
- 1965 : Hearse Thief (TV) (voix)
- 1965 : V for Vampire (TV) (voix)
- 1965 : Boo to You (TV) (voix)
- 1965 : Witch Crafty (TV) (voix)
- 1965 : Monster vs. Mobster (TV) (voix)
- 1965 : Scullgaria Forever (TV) (voix)
- 1966 : Flying Cup and Saucer (TV) (voix)
- 1966 : Crumby Mummy (TV) (voix)
- 1966 : Horror-Scope (TV) (voix)
- 1966 : Fortune Kooky (TV) (voix)
- 1966 : Sphinx Jinx (TV) (voix)
- 1966 : From Riches to Rags (TV) (voix)
- 1966 : Suit Yourself (TV) (voix)
- 1966 : Lady Deflyah (TV) (voix)
- 1966 : Fort Fangenstein (TV) (voix)
- 1966 : Nuggets to You (TV) (voix)
- 1966 : Think Shrink (TV) (voix)
- 1966 : Throne for a Loss (TV) (voix)
- 1966 : Horse Shoe Fly (TV) (voix)
- 1966 : Stage Plight (TV) (voix)
- 1966 : Private Fly (TV) (voix)
- 1966 : Ferocious Fly (TV) (voix)
- 1966 : Napoleon Bonefly (TV) (voix)
- 1966 : Monstrous Monster (TV) (voix)
- 1966 : Mummy's Thumb (TV) (voix)
- 1966 : Varoom Service (TV) (voix)
- 1978 : The All-New Popeye Hour (série TV) : Popeye (voix)
- 1979 : The Popeye Valentine Special (TV) (voix)

### comme scénariste
- 1949 : Hep Cat Symphony
- 1949 : Lui ou moi (A Mutt in a Rut) de Robert McKimson
- 1949 : Campus Capers
- 1949 : Tar with a Star
- 1951 : Cat-Choo
- 1952 : Cat Carson Rides Again
- 1953 : By the Old Mill Scream
- 1955 : Poop Goes the Weasel
- 1958 : You Said a Mouseful
- 1959 : Out of This Whirl
- 1960 : Mike the Masquerader
- 1960 : The Boss Is Always Right
- 1960 : Fiddle Faddle
- 1960 : Trouble Date
- 1963 : Boy Pest with Osh (TV)
- 1964 : Monstrous Task (TV)
- 1964 : Tired Gun (TV)
- 1964 : Missing Masters (TV)
- 1964 : Loot Pursuit (TV)
- 1965 : There Auto Be a Law (TV)
- 1965 : Let's Phase It (TV)
- 1965 : You Auto Be in Pictures (TV)
- 1965 : Sickened Honeymoon (TV)
- 1965 : Crumb Bumming (TV)
- 1965 : From Wrecks to Riches (TV)
- 1965 : Under Waterloo (TV)
- 1965 : Gogh Van Gogh (TV)
- 1965 : Hobo Hootenanny (TV)
- 1965 : Penny Ante
- 1965 : Fearless Fly Meets the Monsters (TV)
- 1965 : Goofy Dr. Goo Fee (TV)
- 1965 : The Pot Thickens (TV)
- 1965 : Muggy Doo or Die (TV)
- 1965 : Boy Meets Ghoul (TV)
- 1965 : Spider Spiter (TV)
- 1965 : Trick or Treatment (TV)
- 1965 : Palace Malice (TV)
- 1965 : Invincible vs. Invisible (TV)
- 1965 : Fatty Karate (TV)
- 1965 : The Bomb's Rush (TV)
- 1965 : Hector the Protector (TV)
- 1965 : Monster Mutiny (TV)
- 1965 : Captain Fligh (TV)
- 1965 : Zelda the Zombie (TV)
- 1965 : Medium Undone (TV)
- 1965 : Who Do Voodoo? (TV)
- 1965 : Monsters for Hire (TV)
- 1965 : Ghoul School (TV)
- 1965 : Horror-Baloo (TV)
- 1965 : Goon Platoon (TV)
- 1965 : Sly Fly (TV)
- 1965 : The Dummy Talks (TV)
- 1965 : House Fly Guest (TV)
- 1965 : A Pie in the Sky (TV)
- 1965 : Fly Hijack (TV)
- 1965 : Monstrous Escape (TV)
- 1965 : Abercrombie the Zombie (TV)
- 1965 : Si Si Fly (TV)
- 1965 : Camp Gitchy Gloomy (TV)
- 1965 : Kid Stuff (TV)
- 1965 : Witch Crafty (TV)
- 1965 : Hearse Thief (TV)
- 1965 : Boo to You (TV)
- 1965 : V for Vampire (TV)
- 1965 : Scullgaria Forever (TV)
- 1965 : Monster vs. Mobster (TV)
- 1965 : The Moon Goons (TV)
- 1966 : Crumby Mummy (TV)
- 1966 : Flying Cup and Saucer (TV)
- 1966 : Horror-Scope (TV)
- 1966 : Fortune Kooky (TV)
- 1966 : Suit Yourself (TV)
- 1966 : From Riches to Rags (TV)
- 1966 : Sphinx Jinx (TV)
- 1966 : Robinson Shoesole (TV)
- 1966 : Lady Deflyah (TV)
- 1966 : Monster-Sitter (TV)
- 1966 : Dunkin' Treasure (TV)
- 1966 : Think Shrink (TV)
- 1966 : Nuggets to You (TV)
- 1966 : Fort Fangenstein (TV)
- 1966 : Stage Plight (TV)
- 1966 : Horse Shoe Fly (TV)
- 1966 : Throne for a Loss (TV)
- 1966 : Safari Harry (TV)
- 1966 : Private Fly (TV)
- 1966 : Batnap (TV)
- 1966 : Ferocious Fly (TV)
- 1966 : Napoleon Bonefly (TV)
- 1966 : Monstrous Monster (TV)
- 1966 : Mummy's Thumb (TV)
- 1966 : Varoom Service (TV)